# Allophylus borbonicus
Allophylus borbonicus là một loài thực vật có hoa trong họ Bồ hòn. Loài này được (J.F.Gmel.) F.Friedmann mô tả khoa học đầu tiên năm 1997.